# 정석항공과학고등학교
정석항공과학고등학교(靜石航空科學高等學校)는 대한민국 인천광역시 미추홀구 용현동에 있는 사립 고등학교이다.

## 학교 연혁
- 1958년 2월 13일 : 중앙종합직업학교 설립 인가
- 1959년 3월 1일 : 인하공과대학 부설 중앙종합직업학교 보도부로 개교
- 1965년 3월 2일 : 제1회 72명 졸업
- 1965년 4월 1일 : 학교법인 인하학원 경영 한독실업학교로 개편
- 1965년 10월 1일 : 황영주 초대 교장(서리) 취임
- 1968년 9월 24일 : 한진그룹 조중훈 회장 이사장 취임
- 1969년 10월 15일 : 중등1010-1731호에 의거 1970년 졸업생(1969학년도) 고등학교 학력 인정
- 1973년 3월 1일 : 교행1041-3호(1972.12.)에 의거 학칙변경 야간부 설치인가
- 1978년 3월 1일 : 관리1041-1-52호(1978.1.14)에 의거 인하공업고등학교 설립인가 기계과 12학급, 전기과 3학급, 배관과 9학급, 자동차과 3학급 계 27학급
- 1980년 2월 28일 : 관리1041-23호(1978.1.13)에 의거 한독실업학교 폐지
- 1980년 3월 1일 : 관리1041-1661호(1979.11.14)로 인하공고를 특수목적공고인 정석항공공업고등학교로 개편. 항공정비과 12학급, 항공전자과 6학급, 기계과 12학급 계 30학급
- 2002년 3월 1일 : 행정81412-1040호(2001.8.31)에 의거 항공시설관리과와 정밀기계과가 특수목적고등학교 지정학과로 고시, 전체학과가 특수목적고등학교 학과로 지정
- 2008년 3월 1일 : 정보실업교육과-8362호(2006.7.28)에 의거 여학생 모집 인가
- 2010년 12월 2일 : 학교설립단-1392(2010.11.29)호에 의거 항공정비과 2학급, 항공기계과 2학급, 항공전자과 2학급, 항공전자제어과 2학급, 계 24학급 항공 단일형 특성화고교로 학과개편 및 정석항공과학고등학교로 교명 변경
- 2013년 2월 7일 : 제49회 졸업식(졸업생 311명) 거행, 총 졸업생 수 18,918명
- 2019년 5월 28일 : 제7대 현정택 이사장 취임
- 2020년 10월 1일 : 김종찬 제15대 교장 취임

## 설치 학과
- 항공전자과
- 항공정비과
- 항공기계과
- 항공전자제어과

## 갤러리

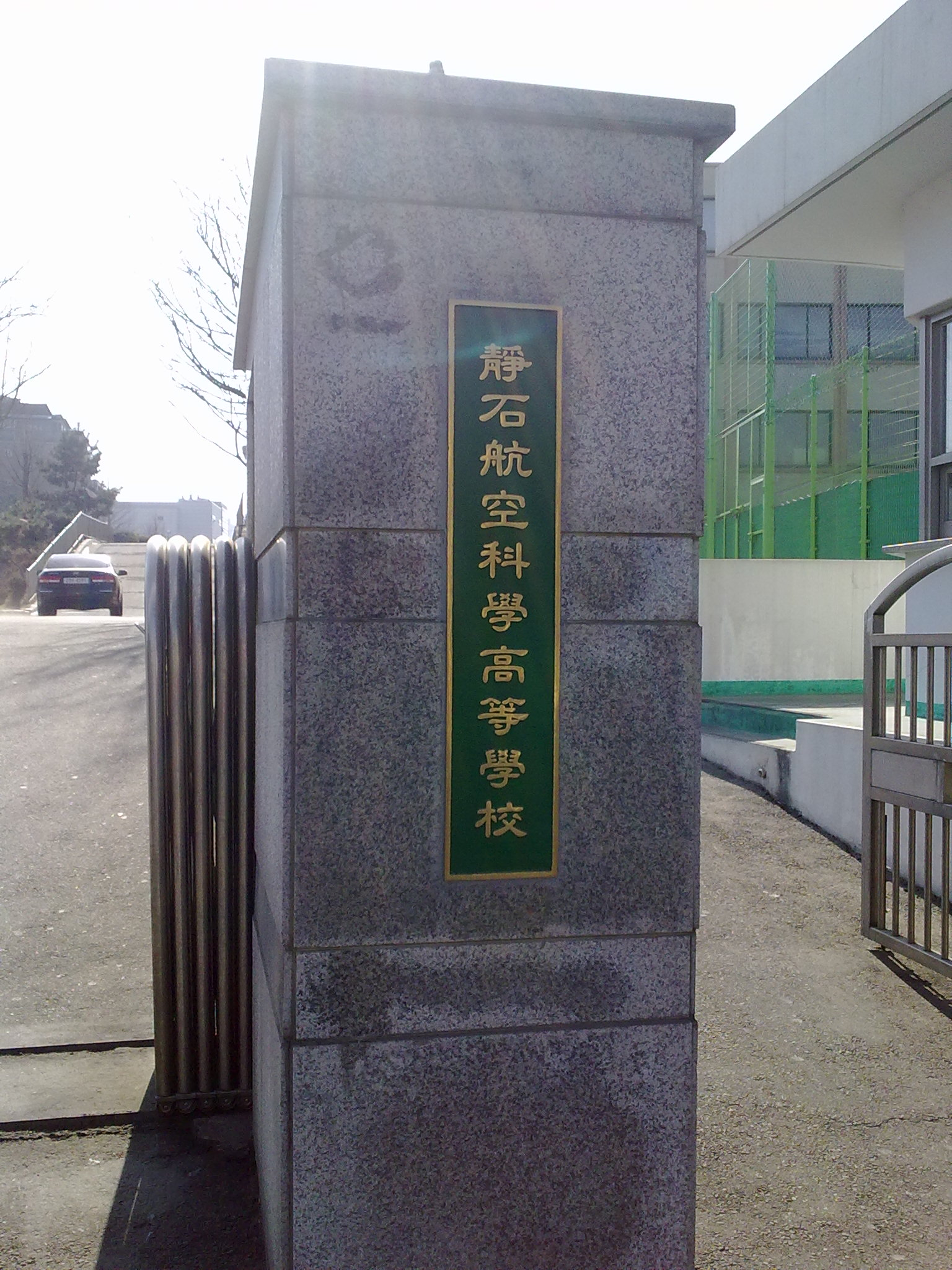
명판

## 참고 자료
- 정석항공과학고등학교 - 한국교육학술정보원 학교알리미